# Warren Island (Alaska)

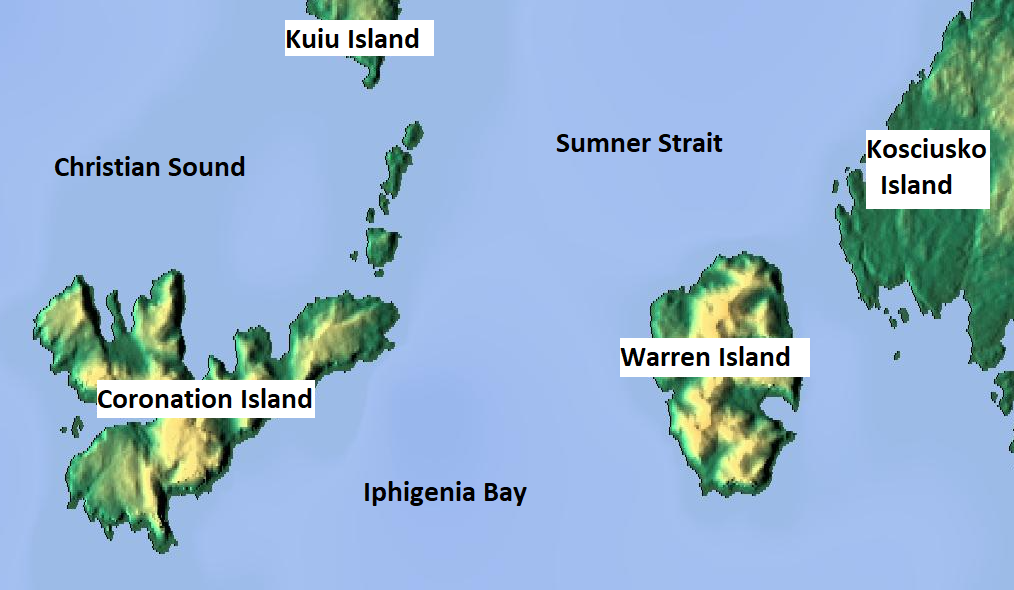
Kaart met eilanden aan de noordkant van Iphigenia Bay

Warren Island is een eiland in de Alexanderarchipel in de Alaska Panhandle in het zuidoosten van Alaska in de Verenigde Staten.

## Geografie
Het eiland heeft een oppervlakte van 47,2 vierkante kilometer met het hoogste punt ligt op 484,9 meter boven zeeniveau en geen permanente bewoners. Het ligt aan de Pacifische kust, net ten zuidwesten van de gemeenschap van Edna Bay (op Kosciusko Island). Ten noordoosten van het eiland ligt Kosciusko Island, ten zuidoosten Heceta Island, ten westen Coronation Island met de Spanish Islands en ten noordwesten ligt Kuiu Island. Ten noordwesten en noorden ligt de Sumner Strait, ten oosten de Warren Channel en ten zuiden Iphigenia Bay.
Het hele eiland is aangewezen als de Warren Island Wilderness, een deel van Tongass National Forest.

## Geschiedenis
Op 11 september 1793 werd het eiland ontdekt door Joseph Whidbey en het werd door George Vancouver van de Royal Navy genoemd als "Warren's Island", vernoemd naar Sir John Borlase Warren.